# Die Radierer
Die Radierer sind eine Neue-Deutsche-Welle-Band aus Limburg an der Lahn. Die später auf Zickzack Records spielende Band zeichnete sich ab 1980 dadurch aus, dass sie in der stilistisch ohnehin schon offenen Underground-Szene einen eigenen Stil spielte, der sie zum Verbindungsglied zwischen ernsthafter elektronischer Musik, klassischem Gitarrenrock und Spaßmusikern machte. Berühmt wurde insbesondere ihr Hit Angriff auf’s Schlaraffenland.
Die Band bestand aus Jürgen Beuth (Gitarre), Christian B. Bodenstein (Gesang), Peter Lack (Schlagzeug), Walter Holthaus (Bass) und Bernd Pulch (Saxophon). Begonnen hatten sie als Terry & the Rorists.

## Diskografie
- 1980: Angriff auf’s Schlaraffenland (Single)
- 1981: Eisbären & Zitronen (LP, 1991 als CD)
- 1983: In Hollywood (LP)
- 1984: Gott & Die Welt (LP)
- 2008: Der andalusische Bär (CD)
- 2014: Porko Mondo (CD, LP)
- 2017: Punk! Pest! Pop! (4CD)
- 2021: Gute Laune Land (CD)
- 2022: Im Angesicht Des Todes - Live (CD)
- 2025: Limburger Schule (LP)